# 10129 Fole
10129 Fole là một tiểu hành tinh vành đai chính với chu kỳ quỹ đạo là 1164.4126764 ngày (3.19 năm).
Nó được phát hiện ngày 19 tháng 3 năm 1993.